# Sächsische I K
Als Gattung I K (sprich: Eins K) bezeichneten die Königlich Sächsischen Staatseisenbahnen dreifach gekuppelte Schmalspur-Dampflokomotiven mit 750 mm Spurweite. Die Deutsche Reichsbahn ordnete die noch vorhandenen Lokomotiven mit dem Umzeichnungsplan 1925 in die Baureihe 99.750–752 ein.

## Geschichte

### I K
Als am 1. Juli 1878 in Deutschland die Bahnordnung für Eisenbahnen untergeordneter Bedeutung in Kraft trat, gab es erstmals auch eine Regelung für den Bau öffentlicher Schmalspurbahnen. Bis zu diesem Zeitpunkt gab es in Europa nur wenige Strecken, die eine Spurweite von weniger als 1435 Millimeter aufwiesen. Im Jahr 1880 beschloss der Sächsische Landtag den Bau der ersten beiden schmalspurigen Sekundärbahnen Wilkau–Kirchberg und Hainsberg–Schmiedeberg. Weitere sollten kurz drauf folgen.
Den Auftrag zum Bau der benötigten Lokomotiven vergab man an die Sächsische Maschinenfabrik (vormals Richard Hartmann AG) in Chemnitz, obwohl dort bislang keine Erfahrungen zum Bau schmalspuriger Lokomotiven vorlagen. Für die erste Strecke Wilkau–Kirchberg waren vier Lokomotiven bestellt, die zwischen November 1881 und Januar 1882 ausgeliefert wurden. Die Nummer 1 wurde am 30. November 1881 abgenommen und in Betrieb gesetzt. Zu diesem Festakt kamen der sächsische Finanzminister Leonce von Könneritz, der Geheime Finanzrat Claus Köpcke, der Finanzassesor Gustav Walther Ledig und weitere hochrangige Vertreter von Regierung und Ständeversammlung nach Kirchberg.
Von der Bestellung bis zur Auslieferung war dabei etwa ein Jahr vergangen. Es gibt Indizien, dass die Sächsische Maschinenfabrik fertige Konstruktionspläne von der Maschinenfabrik Christian Hagans in Erfurt übernehmen konnte. Hagans hatte zu diesem Zeitpunkt bereits Erfahrung im Bau von Schmalspurlokomotiven. Auch die erste Lokomotive in Kirchberg war ein Fabrikat von Hagans. Hagans baute später selbst einige Lokomotiven, die auf den IK basierten. Drei der Fahrzeuge kamen 1894 zur Trachenberg-Militscher Kreisbahn in Schlesien. Auch die vier im Jahr 1884 gebauten Lokomotiven für die meterspurige Göllnitztalbahn in Oberungarn weisen trotz Innenrahmen einige Baumerkmale der IK auf.

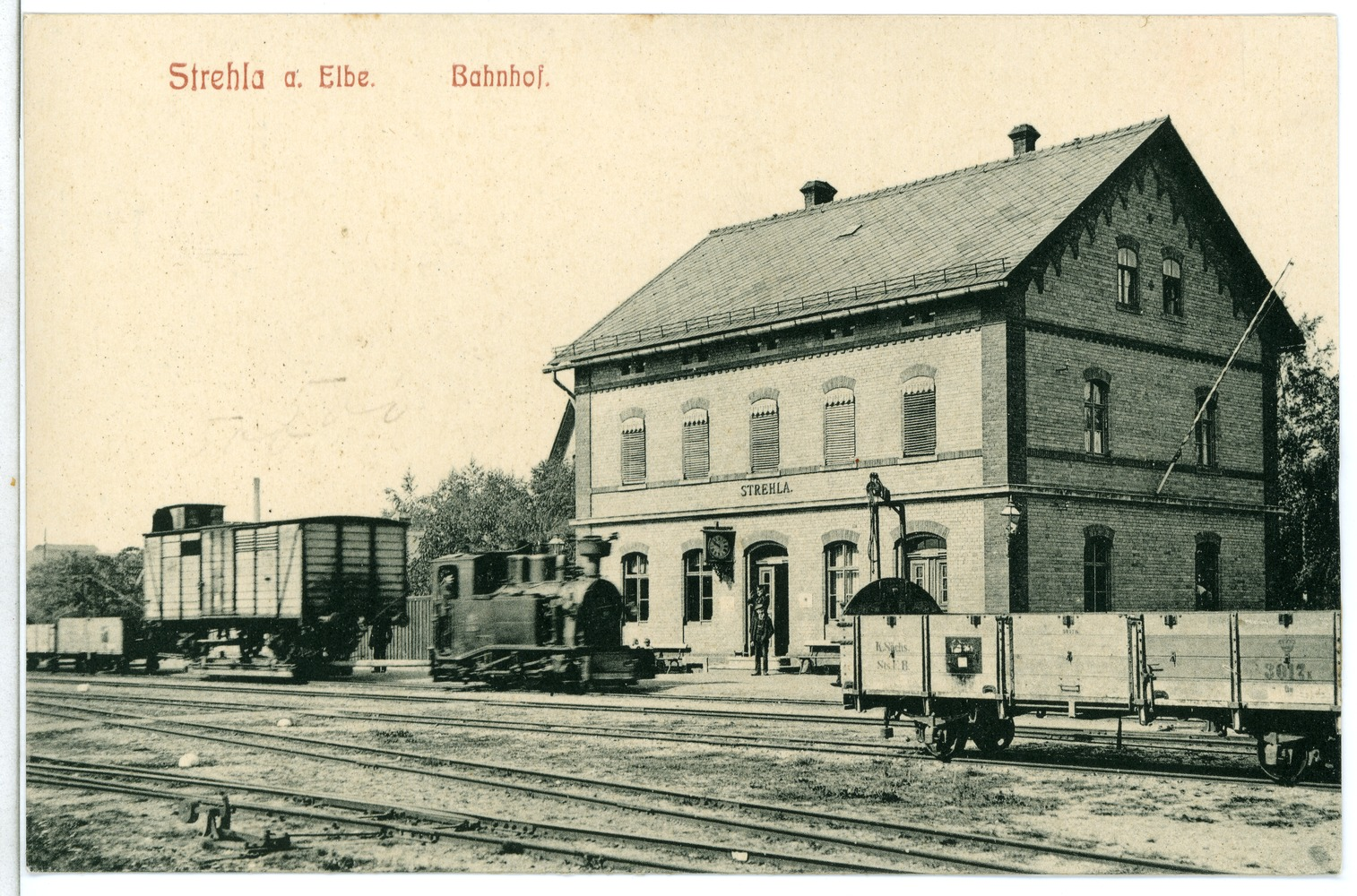
I K mit einem Güterzug bei der Einfahrt in den Bahnhof Strehla. Die Lokomotive trägt einen Anbauschneepflug mit nach vorn verlängerter Trichterkupplung. (1908)

Die Königlich Sächsischen Staatseisenbahnen erhielten bis 1894 in mehreren Bauserien insgesamt 39 Exemplare der IK. Sie kamen im Laufe der Zeit auf allen sächsischen Schmalspurbahnen zum Einsatz. Die Lokomotiven wurden anfangs als Gattung H V TK geführt, was 1896 in K I und 1900 in I K geändert wurde.
In den Jahren 1889 und 1891 wurden weitere fünf Exemplare an die private Zittau-Oybin-Jonsdorfer Eisenbahn-Gesellschaft (ZOJE) geliefert. Sie trugen dort neben den Bahnnummern 1 bis 5 die Namen MANDAU (später: ALEXANDER THIEMER), LAUSCHE, TÖPFER, HOCHWALD und ZITTAU. Nach der Verstaatlichung der Bahn erhielten sie 1907 die neuen Bahnnummern 49 bis 53. Die Namen entfielen.
Während des Ersten Weltkriegs waren 20 Lokomotiven bei der Heeresfeldbahn im Einsatz. Fünf davon verblieben 1919 in Polen. Im Laufe des Zweiten Weltkriegs wurden zwei davon wieder in den Bestand der Deutschen Reichsbahn aufgenommen und als 99 2504 bzw. 99 2505 bezeichnet. Sie verblieben auf ihren polnischen Einsatzstrecken und gelangten nach 1945 wieder zu den Polnischen Staatsbahnen (PKP). Bis 1970 wurden sie im Raum Danzig verschrottet.
39 Lokomotiven gelangten 1920 in den Bestand der Deutschen Reichsbahn. Im Umzeichnungsplan von 1925 waren davon noch 27 Exemplare enthalten. Vorgesehen waren die Nummern 99 7501 bis 99 7527. Tatsächlich erhielt keine mehr eine neue Nummer angeschrieben.
Nach dem Zugang fabrikneuer Lokomotiven der Gattung VI K (DR-Baureihe 99.64–65, 67–71) wurden die Lokomotiven von der Deutschen Reichsbahn rasch ausgemustert. Bis Ende 1928 lief lediglich noch eine Maschine im Zugdienst auf der Strecke Kohlmühle–Hohnstein. Als letzte Lokomotive wurde jedoch die Zittauer 99 7520 (Nr. 49) am 7. Juli 1929 ausgemustert. Insgesamt sieben Lokomotiven wurden von der Deutschen Reichsbahn noch an Industriebetriebe verkauft, alle anderen verschrottet.
Die Lokomotive mit der Nummer 12 wurde 1923 an das Eisenwerk Schmiedeberg veräußert, wo sie noch vier Jahrzehnte lang als Rangierlokomotive in Betrieb war. Sie wurde nach dem Zugang einer Diesellokomotive 1963 abgestellt und 1964 verschrottet. Eine angedachte museale Erhaltung durch das Verkehrsmuseum Dresden misslang.

### II K (neu)
Siehe auch Sächsische II K (alt)
Mit zunehmendem Verkehrsaufkommen reichte die Leistung der I K schon bald nicht mehr aus, und sie wurden – wo es die Gleise zuließen – von neueren, stärkeren Lokomotiven wie z. B. der Gattung IV K abgelöst. Um die zur Verfügung stehenden I K effektiver nutzen zu können, wurden 1913 die vier erstgebauten Exemplare versuchsweise zu zwei Doppellokomotiven verbunden. Hierfür wurden die Rückwände der Führerhäuser der Loks entfernt und jeweils zwei Lokomotiven Führerhaus an Führerhaus gekuppelt. Die Lokomotiven erhielten einen gemeinsamen Regler, die Steuerungen blieben allerdings getrennt. Die umgebauten Lokomotiven erhielten die Gattungsbezeichnung II K in Zweitbesetzung. Es war geplant, weitere Lokomotiven so umzubauen; aufgrund des Ersten Weltkrieges (Lokomotivmangel durch die leihweise Abgabe von Fahrzeugen an die Heeresfeldbahnen!) und der Unbeliebtheit beim Personal sowie der Unzulänglichkeiten beim Betrieb wurde aber von diesem Vorhaben Abstand genommen.
Die erste Lokomotive entstand aus den I K mit den Bahnnummern 1 und 4 und erhielt die Nummer 61 A/B. Die zweite Lokomotive war die 62 A/B, welche aus den I K Nr. 2 und 3 entstand. Diese wurde jedoch 1916 wegen Lokmangels wieder getrennt, und die einzelnen Fahrzeuge verkehrten unter ihren alten Nummern weiter.
Für die II K 61 A/B war 1923 die neue Nummer 99 7551 vorgesehen, sie wurde jedoch 1924 ausgemustert.

## Technische Merkmale
Als Dampferzeuger war ein in zwei Schüssen gefertigter, genieteter Cramptonkessel eingebaut. Zur Kesselspeisung dienten zwei nichtsaugende Injektoren der Bauart Friedmann. Der Schornstein war mit einem Kobel-Funkenfänger ausgerüstet; die erste Lieferserie hatte diesen in kegeliger Ausführung.
Als Dampfmaschine diente ein Zweizylindertriebwerk mit Allan-Steuerung, das die dritte Kuppelachse antrieb. Die Achsen waren starr im Rahmen gelagert. Die Bahnnummern 27 bis 30 erhielten zur besseren Bogenläufigkeit vorn eine Klien-Lindner-Hohlachse eingebaut.
Die Abbremsung der Lokomotive erfolgte mittels Wurfhebelbremse. Zum Bremsen des Zuges wurde die Seilhaspel für die Heberleinbremse an der Führerstandsrückwand genutzt.
Der Wasser- und Kohlevorrat war in seitlichen Kästen neben dem Kessel untergebracht.

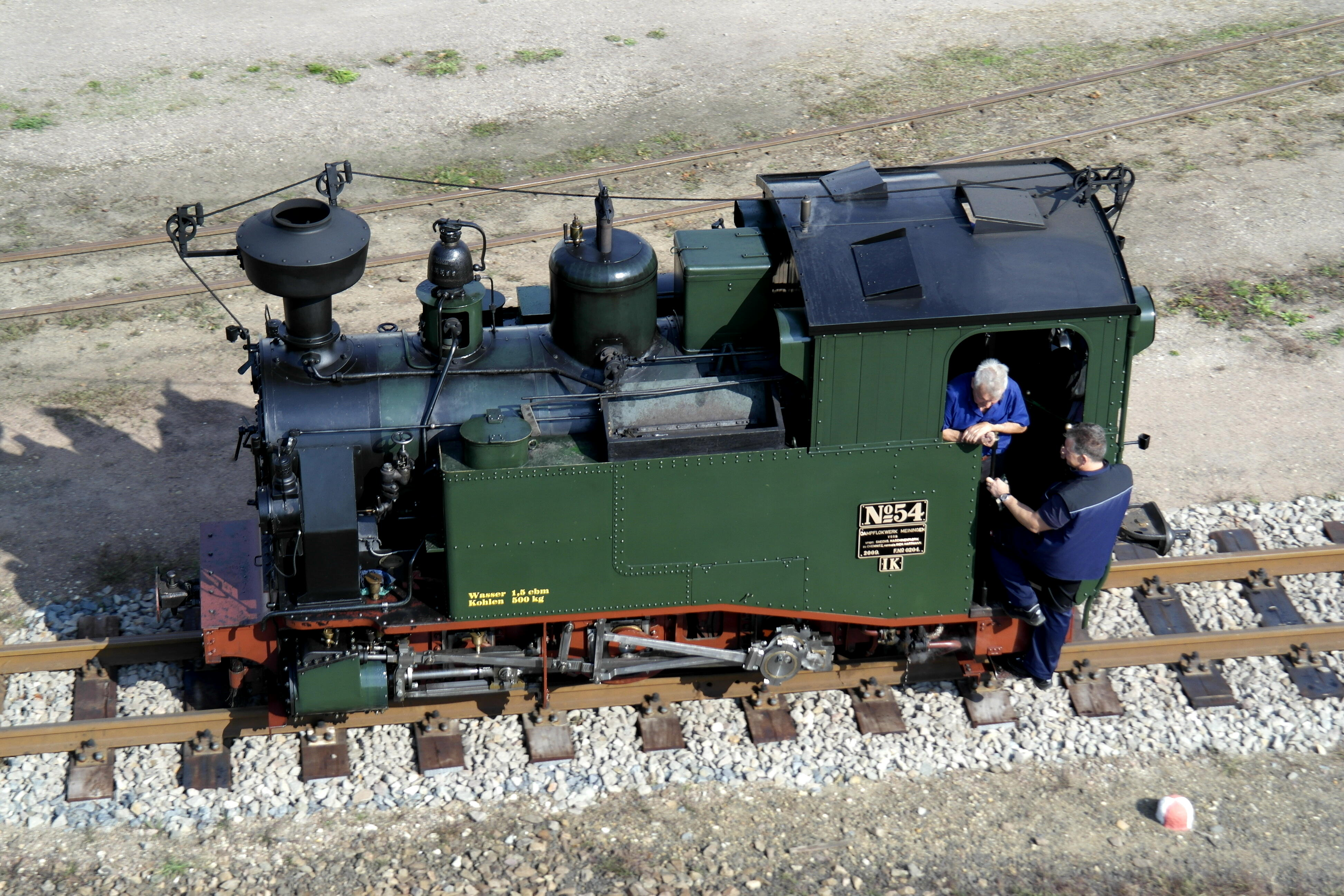
Kesselaufbauten und Führerhaus von oben gesehen. Das Latowski-Läutewerk ist ein Originalteil von einer anderen Lokomotive.
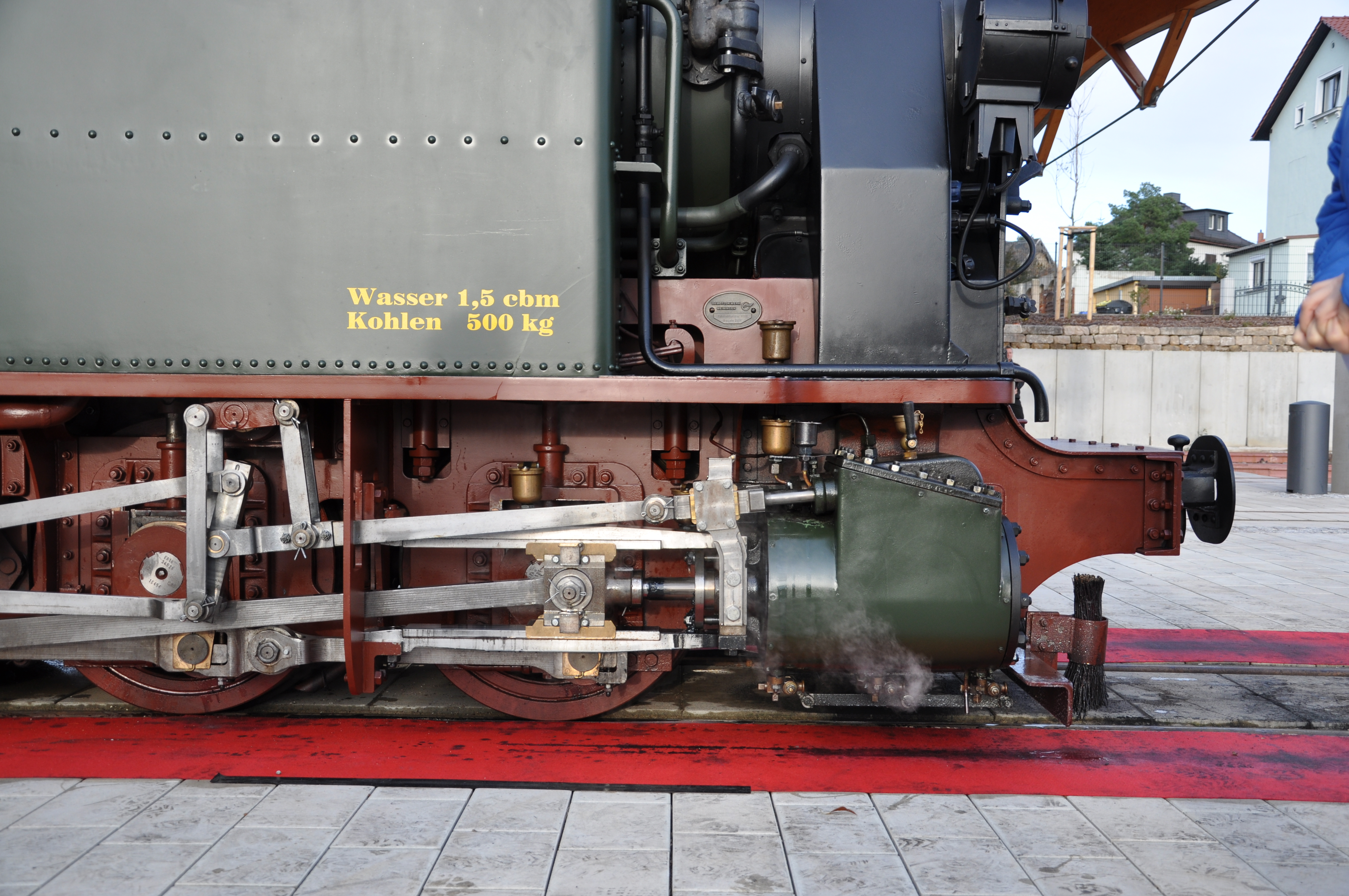
Triebwerk, rechter Zylinder mit Kreuzkopf
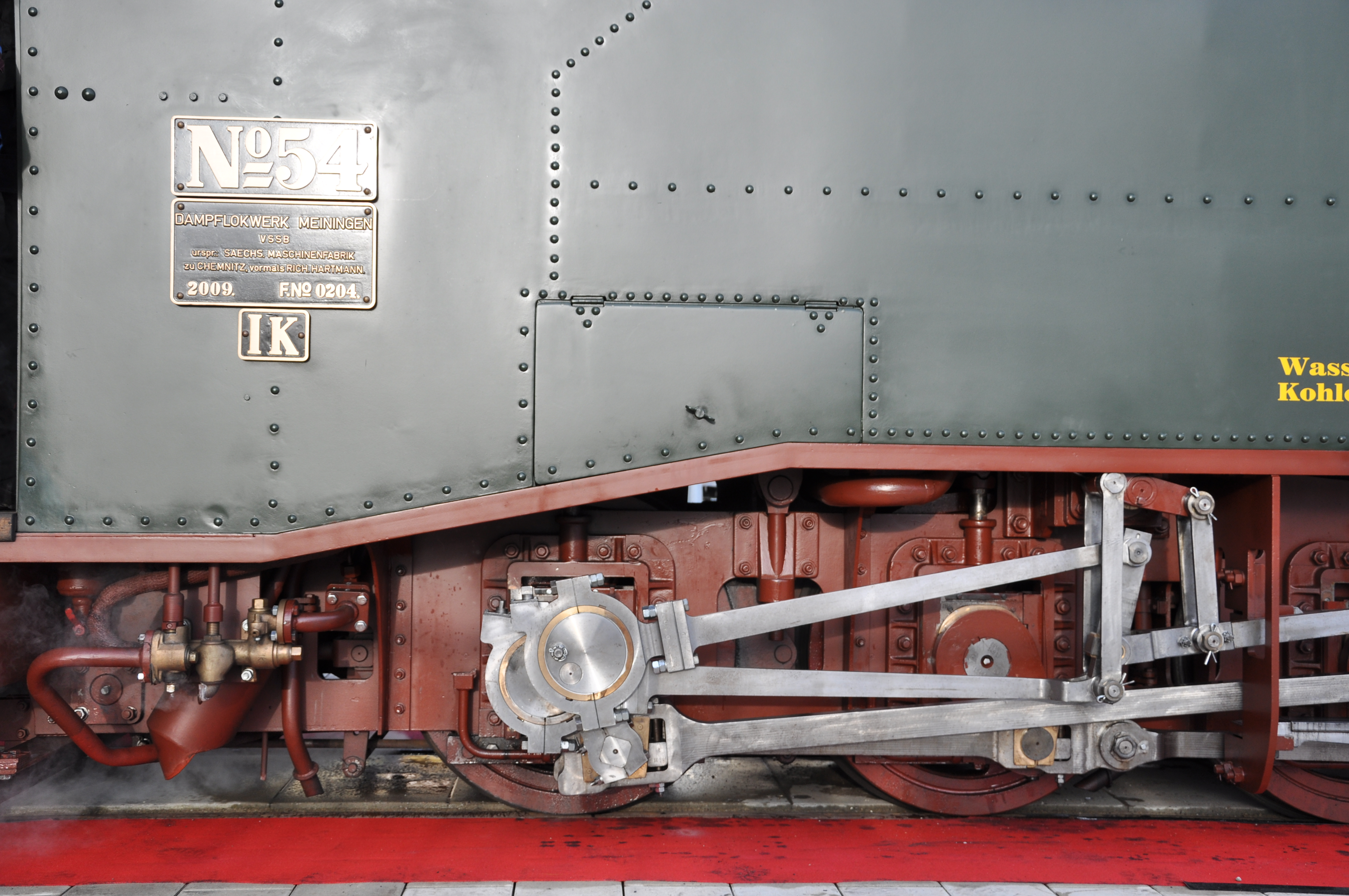
Triebwerk, Treibachse mit Doppel-Exzenter der Allan-Steuerung.

## Einsatz
Die Gattung I K kam einst auf nahezu allen sächsischen Schmalspurbahnen zum Einsatz. Nach dem Bau der leistungsfähigeren Gattungen III K und IV K wurden die sie vor allem auf Strecken mit geringem Verkehrsaufkommen eingesetzt. Letzte Einsatzorte waren der Bahnhof Zittau, die Strecken Kohlmühle–Hohnstein und Klingenberg-Colmnitz–Oberdittmannsdorf sowie das Netz um Mügeln.
Die polnische Staatsbahn setzte nach 1945 auf dem an Polen gefallenen Reststück der Strecke Zittau–Hermsdorf die letzten zwei in Polen verbliebenen Lokomotiven ein.

## Der Neubau einer I K als Museumslokomotive

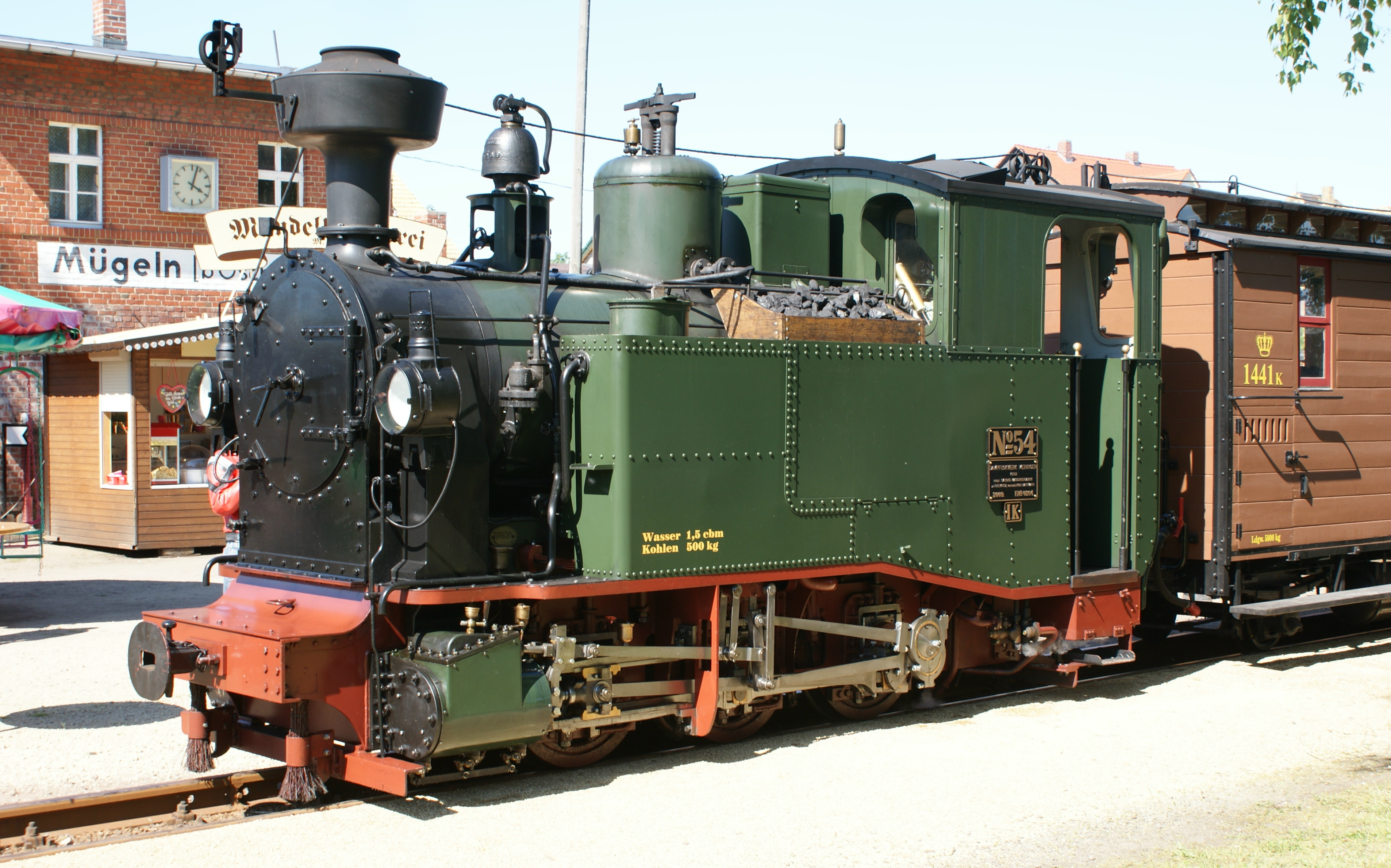
Nr. 54 in Mügeln (b Oschatz) (2010)

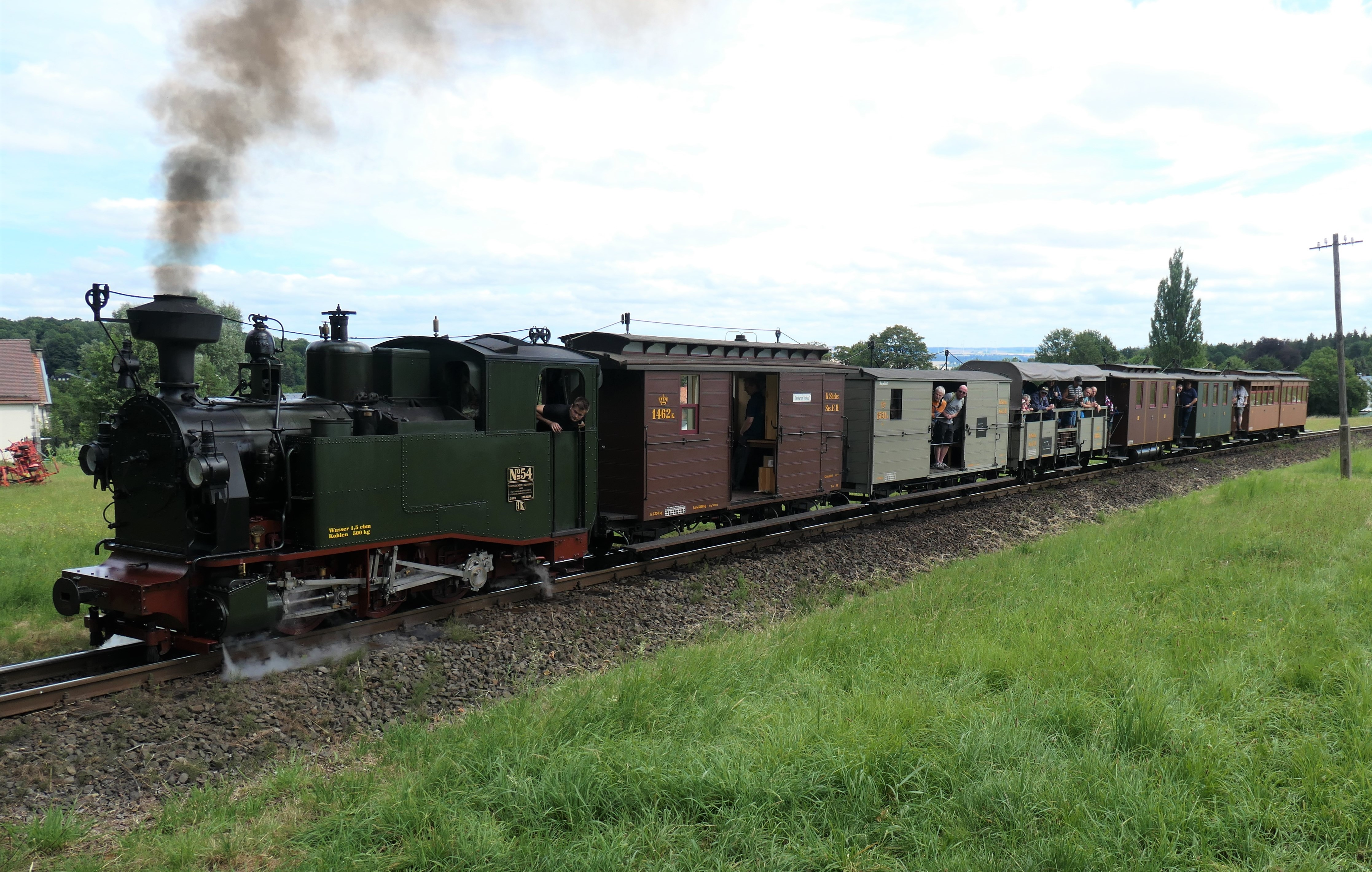
Nr. 54 mit dem sogenannten „I-K-Zug“ bei Kurort Jonsdorf (2022)

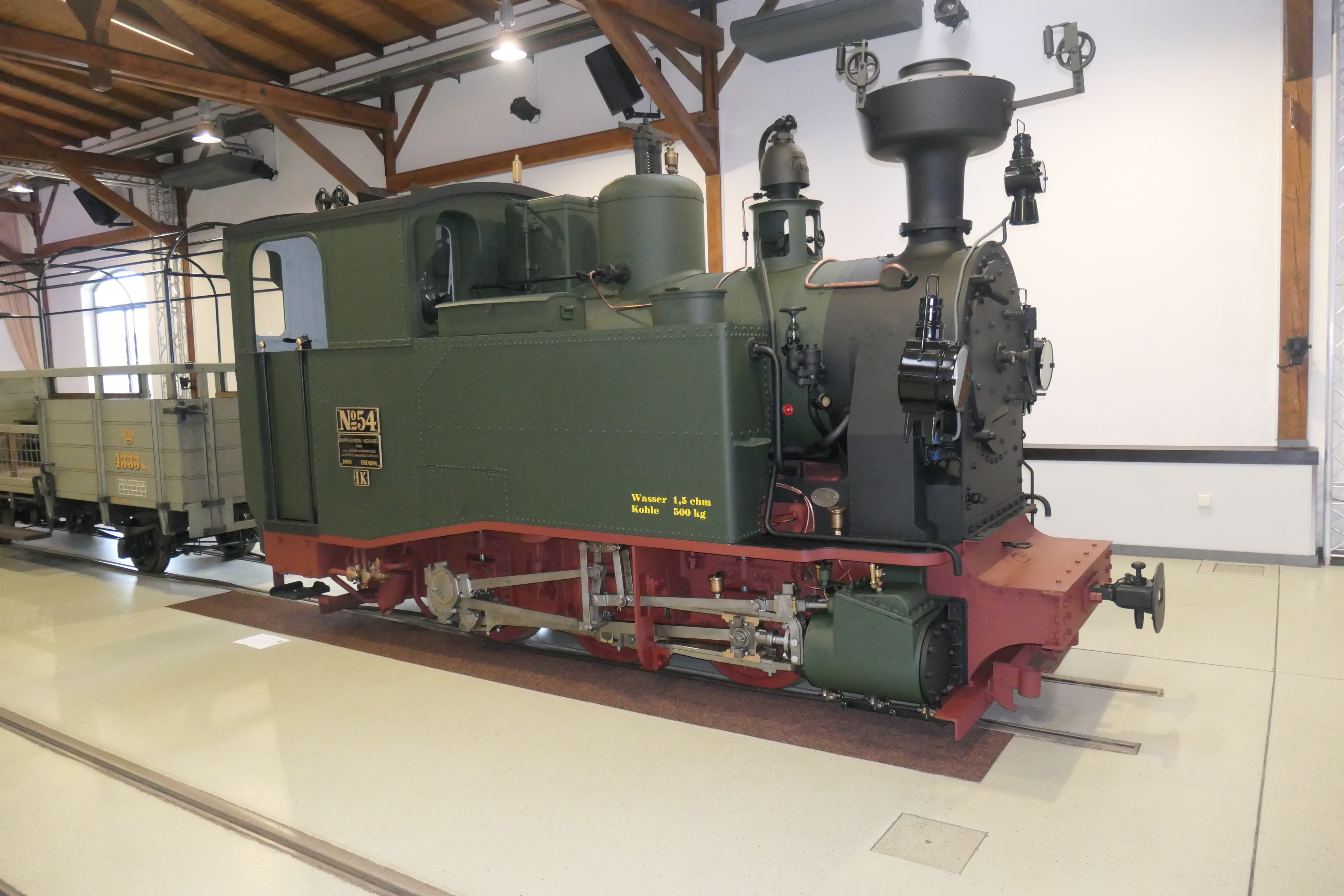
IK Nr. 54 zur Präsentation nach der Wiederaufarbeitung im Dampflokwerk Meiningen (Dezember 2023)

Im Rahmen der Eröffnungsveranstaltung zum Jubiläum „125 Jahre Schmalspurbahnen in Sachsen“ verkündete der Verein zur Förderung Sächsischer Schmalspurbahnen e. V. (VSSB) am 12. Januar 2006 das Projekt zum Neubau einer Lokomotive der Gattung I K. Da der einstmalige Hersteller nicht mehr existent ist, wurde der Bau als „Netzwerk-Projekt“ ins Leben gerufen. Mit Unterstützung von Sponsoren (für das Projekt wurden Stifteraktien ausgegeben) und Unternehmen konnte ein Großteil der Bauteile kostengünstig hergestellt werden. Für die Gesamtmontage und die Fertigung des Kessels wurde das Dampflokwerk Meiningen ausgewählt.
Für das Neubauprojekt war ein Kostenrahmen von 1,5 Millionen Euro geplant. Da viele Bauteile von den beteiligten Unternehmen kostenlos zur Verfügung gestellt wurden, sanken die kalkulierten Gesamtkosten auf etwa eine Million Euro. Im November 2008 waren die meisten Baugruppen – wie Führerhaus, Dampfkessel und Fahrwerksteile – fertiggestellt. Im Gegensatz zu genieteten Lokomotiven der Staatsbahnzeit wurde der Neubau größtenteils als Schweißkonstruktion ausgeführt, sichtbare Nietköpfe sind daher Attrappen. Ebenfalls wurde die Maschine mit einer Körting-Saugluftbremse ausgerüstet. Am 16. Januar 2009 wurde im Dampflokwerk Meiningen mit der Endmontage begonnen, die im Juni 2009 abgeschlossen war. In Fortführung der historischen Nummernreihe (die bei der Betriebsnummer 53 endete) erhielt die neugebaute Lokomotive die Nummer 54.
Die ersten Meter aus eigener Kraft fuhr sie am 16. Juni 2009 in Meiningen. Am 4. Juli 2009 wurde die neue Lokomotive im Schmalspurareal des Bahnhofs Radebeul Ost getauft und offiziell in Dienst gestellt. Beheimatet war die neue Lok 54, die die Nummer 99 7528 trägt, zunächst bei der Preßnitztalbahn in Jöhstadt. Am 30. August 2009 kam dort die Lokomotive erstmals planmäßig vor den Museumszügen zwischen Jöhstadt und Steinbach zum Einsatz. Nach Auflösung des Vereins zur Förderung Sächsischer Schmalspurbahnen ist die Stiftung Sächsische Schmalspurbahnen seit 2015 Eigentümer der Lokomotive und hat sie ab Sommer 2015 bei der Sächsisch-Oberlausitzer Eisenbahngesellschaft (SOEG) beheimatet. Am bisherigen Betriebskonzept ändert sich dadurch nichts.
Seit 2016 wird die Lokomotive mit einem Zug aus zeitgenössischen, alten zweiachsigen Wagen eingesetzt.
Am 9. September 2022 wurde die Lokomotive bei einem Unfall an einem unbeschrankten Bahnübergang der Schmalspurbahn Oschatz–Döbeln in Naundorf schwer beschädigt. Mit die Instandsetzung wurde das Dampflokwerk Meiningen beauftragt. Die wieder betriebsfähige Lokomotive wurde am 16. Dezember 2023 zum Tag der offenen Tür im Schmalspurbahnmuseum Radebeul präsentiert.